# Jacob Engelman

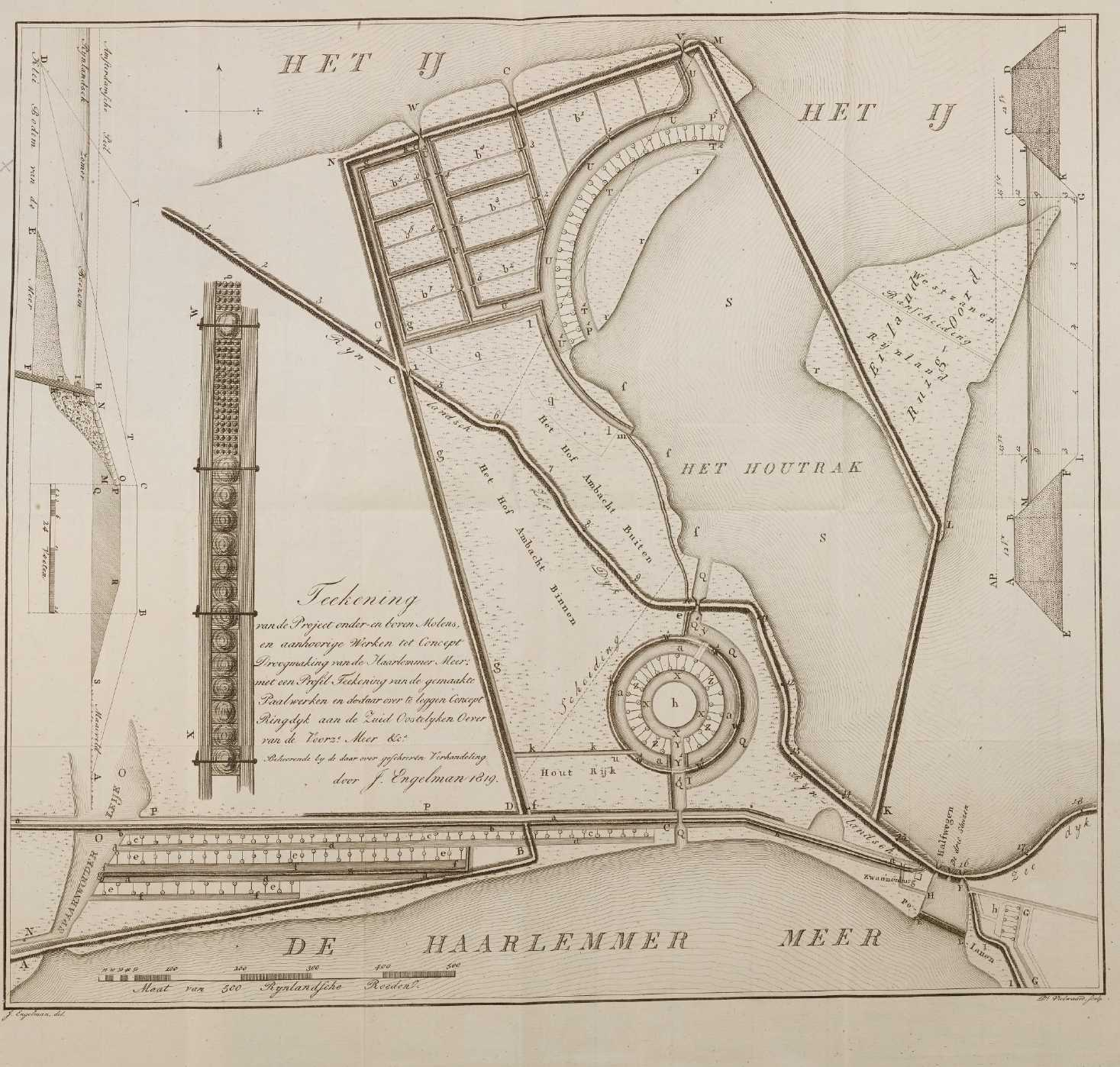
Kaart van het voorgestelde bemalingssysteem voor de Haarlemmermeer

Jacob Engelman (Zutphen 1757 - Zutphen 31 mei 1826) was een Nederlands waterbouwkundige en landmeter. Hij werkte van 1784 tot 1804 bij de Waterstaat als landmeter-ingenieur belast met de inspectie van de Grote rivieren en het herstel van beschadigde rivierdijken. In 1778 werd hij, samen met Christiaan Brunings ook gevraagd om advies ten aanzien van de verzanding van het IJ. In waterbouwkundige kringen was er toen nogal wat discussie over de oorzaak van deze verzanding, hetgeen leidde tot een polemiek tussen onder andere Laurens Brandligt en Pibo Steenstra. In sommige publicaties noemt hij zich Jan Engelman.
Hij schreef in 1820 voor een prijsvraag van de Koninklijke Hollandsche Maatschappij der Wetenschappen een verhandeling over de droogmaking van het Haarlemmermeer. Hij kon dit boek schrijven omdat hij enkele jaren daarvoor belast was met een onderzoek naar het voorkomen van oeverafslag langs de oevers van dit meer en dus veel informatie had. Het boek geeft een gedetailleerde technische uitwerking van een inpolderingsplan. Het probleem van Engelman en zijn voorgangers was de benodigde bemalingscapaciteit. In vorige studies kwam men op meer dan honderd windmolens geplaatst langs de gehele ringvaart. Engelman stelde voor om op maar een locatie te bemalen (bij Halfweg). Hij stelde voor een tweetrapsbemaling met een tussenboezem (het Houtrak). De bovenste molenkrans had 35 strijkmolens, de onderste was een krans van 30 molens. Hij stelde voor om als opvoermiddel een vijzel te gebruiken en niet te werken met met de gebruikelijke schepraderen, omdat deze niet voldoende opvoerhoogte hadden. Ook ontwierp hij een aantal bekkens (met letter b in de tekening) om als een hoge boezem bij hoog water op het IJ tijdelijk water te bergen en dat dan bij het eerst opvolgende laagwater via de spuisluizen W en C te lozen. Dit is een techniek die ook bij de Kinderdijkse molens gebruikt is. Uiteindelijk bleek ook dit geen haalbare oplossing, en kon de Haarlemmermeer pas drooggelegd worden na de introductie van stoomgemalen.
Opmerking: Ongeveer in dezelfde tijd was Jan Engelman (1710-1782), arts, een van de bestuurders van het Hoogheemraadschap van Rijnland. Deze Jan Engelman is onder meer bekend van zijn nauwkeurige weermetingen in het Huis Zwanenburg (bij Halfweg) en van zijn boekje over sneeuwkristallen Jan Engelman schreef o.a. samen met Christiaan Brunings en Melchior Bolstra in 1772 een verhandeling "over verbetering van Rijnlands waterstaat als een voorstel van dijkgraaf en hoogheemraden van Rijnland aan hoofdingelanden over voorzieningen aan de waterstaat". Deze persoon wordt vaak verward met Jacob Engelman, die soms ook Jan Engelman genoemd wordt. Deze verwarring wordt al genoemd door prof. Jacob de Gelder in zijn reactie op een anoniem stuk van een "ingeland van Rijnland". In het Biografisch Woordenboek van Nederland van Van der Aa wordt vermeld dat Jacob Engelman ook een boek over ‘’sneeuwfiguren’’ (sneeuwkristallen) geschreven heeft. Dit boek was al in 1747 verschenen, en heeft als auteur Jan Engelman. Van der Aa baseert zich hierbij het "Naamregister van Nederlandsche boeken" van Arrenberg uit 1839, maar die vermeldt alleen J. Engelman.
- International Standard Name Identifier: 0000 0003 9235 9733
- Virtual International Authority File: 286376970